# 固定收益证券
固定收益证券（Fixed-income Securities）是指非股权的任何可以产生固定（或经常性）收益的投资工具，尽管每次收益的值可能会变化。例如，如果甲借钱给乙，而乙必须按月支付甲利息，此借款即可以称为固定收益证券。
固定收益证券有时也称为债务证券，持券人可以在特定的时间内取得固定的收益并预先知道取得收益的数量和时间。
固定收益证券是一大类重要金融工具的总称，其主要代表是国债、公司债券、资产抵押证券、固定利率债券(優先股有时也被认为是固定收益证券)等。

## 衍生商品
固定收益证券的衍生品包括利率衍生品和信用衍生性商品。通常通胀衍生品也包含在这个定义中。有大量的固定收益证券衍生产品：期权、掉期交易、期货合约以及远期合约。最常见的种类包括：
- 信貸違約掉期[1]
- 利率掉期交易
- 通胀掉期交易
- 国债期货基于2/10/30年政府债券
- 利率期货基于90天银行间利率
- 遠期利率協議

## 风险
固定收益证券包含了以下风险：
- 违约风险
- 利率风险
- 流动性风险
- 税收风险
- 购买力风险

## 相關
- 債券